# Minitubebij
De minitubebij (Stelis minima) is een vliesvleugelig insect uit de familie Megachilidae. De wetenschappelijke naam van de soort is voor het eerst geldig gepubliceerd in 1861 door Schenck.